# 이탈리아 원수
이탈리아 원수(이탈리아어 : Maresciallo d'Italia '마레시알로 디 이탈리아')는 1924년부터 1943년까지 존재한 이탈리아의 군사 계급이다. 1924년, 이탈리아의 총리 베니토 무솔리니에 의해 제정되었다. 이보다 더 높은 계급으로 이탈리아 제국 원수(이탈리아어 : Primo Maresciallo dell'Impero)가 존재하였다. 제국 원수 계급은 무솔리니와 비토리오 에마누엘레 3세 단 두 명에게만 주어졌다.
이탈리아 원수는 지오반니 메세를 마지막으로 임명하고 폐지되었으며, 제국 원수 계급도 같이 폐지되었다. 해군 원수는 '그란데 아미랄리오'(Grande Ammiraglio), 공군 원수는 '마레시알로 델라리아'(Maresciallo dell'Aria)라고 불렀다. 현재 이탈리아에서는 원수 계급이 존재하지 않는다.

## 육군 원수
1924년 11월 4일 (2명)
- 루이지 카도르나
- 아르만도 디아츠

1926년 6월 25일 (5명)
- 에마누엘레 필리베르토 아오스타 공
- 피에트로 바돌리오
- 엔리코 카빌리아
- 굴리엘모 페코리 지랄디
- 가에타노 지아르디노

1930년대 (2명)
- 에밀로 데 보노 (1935년 11월 16일)
- 로돌포 그라치아니 (1936년 5월 9일)

1942년 (3명)
- 우고 카발레로 (1942년 7월 1일)
- 에토레 바스티코 (1942년 8월 12일)
- 움베르토 왕세자 (1942년 10월 29일)

1943년 (1명)
- 지오반니 메세 (1943년 5월 12일)

## 해군 원수
- 파올로 에밀리오 타온 디 레벨 (1924년 11월 4일)

## 공군 원수
- 이탈로 발보 (1933년 8월 13일)

## 사진

Social Republic
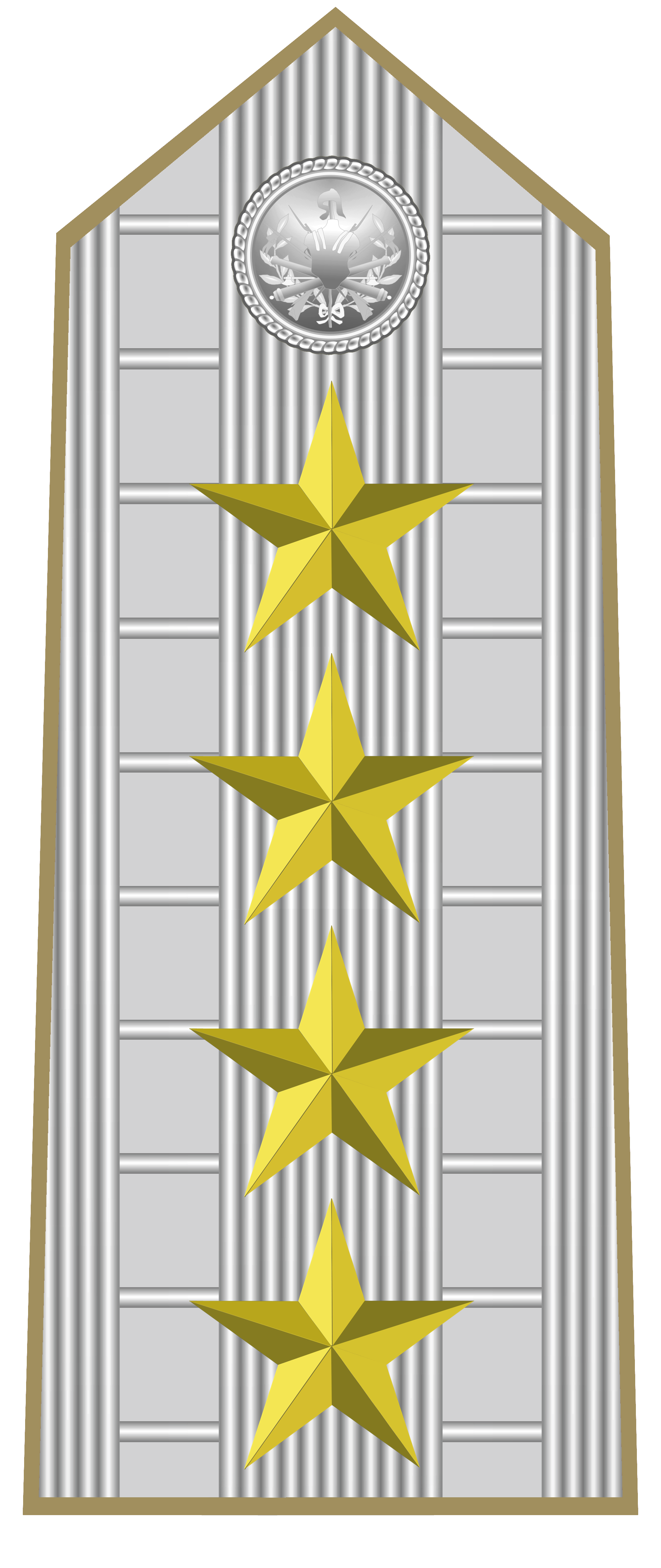
1945–47

## 같이 보기
- 이탈리아 제국 원수